# Tiago Bettencourt

Tiago Bettencourt (Santa Cruz, 16 de septiembre de 1979) es un cantante y compositor portugués.

## Biografía
Tiago Bettencourt nació en la freguesia de Santa Cruz, Coímbra, en 1979, pero creció en  Lisboa.  Su padre nació en la isla de San Jorge, Azores, y su madre de Coimbra, siendo profesora de portugués en la Escuela Salesiana de Estoril.  Con su hermano João asistió al Colégio D. Luísa Sigea, en Estoril.

## Toranja
Bettencourt era el cantante principal de la banda Toranja. En 2003, lanzaron su primer álbum Esquissos, que vendió más de 60 000 copias . En esta obra encontramos "Letra", "Cenário" o "Fogo e Noite". El tema "Letter" recibió el Globo de Oro a la "Mejor Canción" de 2004 .
A esta obra le siguió Segundo, en 2005, con el sello de Universal, que incluye temas como el primer sencillo "Laços" o "Só Eu Sei Ver", "Quebramos Os Dois" o "Doce no Chão". Sin embargo, la banda anunció una pausa indefinida en 2006.

## Tiago Bettencourt & Mantha
Después de Grapefruit, Bettencourt se marchó de Portugal a Canadá para grabar su primer álbum en solitario en Hotel2Tango Studios en Montreal, el mismo estudio que produjo el exitoso álbum Funeral de Arcade Fire . El productor fue Howard Bilerman . En Canadá, ya había trabajado junto a su banda de apoyo, Mantha, compuesta por Pedro Gonçalves y João Lencastre. El resultado de las sesiones de grabación fue lanzado como O Jardim (" El jardín ", en portugués) en 2007. La canción "Simple Song" fue un gran éxito. Su segundo álbum, Em Fuga, fue lanzado en 2010, seguido de Tiago Na Toca & Os Poetas en 2011 y Acústico, en 2012, este último compuesto por 15 temas y contiene versiones de sus temas anteriores, interpretado junto a invitados como: Concerto Moderno, Lura y Jorge Palma .
En 2014 se lanzó Do Principio, que consta de 12 canciones entre ellas "Aquilo Que Eu Não Fiz", una canción con un fuerte mensaje político. La cantante presentó el álbum en varios conciertos en Portugal.

## Otras apariciones
Bettencourt tuvo una temporada en la cadena de televisión portuguesa TVI, en el programa 'Canta Por Mim' como una celebridad donde cantó junto a Dalila Carmo. Ambos estuvieron juntos hasta la final, donde Bettencourt se clasificó en segunda posición.

## Discografía
- El Jardín (2007)
- En Fuga (2010)
- Tiago En la Toca & Los Poetas (2011)
- Acústico (2012)
- Del Principio (2014)
- A Busca (2018)
- 2019 Rumbo al Eclipse (2020)[17]